# Sankt Laurentii kyrka, Skagen
Sankt Laurentii ödekyrka (danska: Sct. Laurentii kirke eller Den tilsandede kirke), är en övergiven kyrka omkring fyra kilometer sydväst om Skagens centrum i Danmark. Den fungerade som församlingskyrka från byggandet i slutet av 1300-talet fram till 1795. Endast kyrkans torn står kvar.

## Historik
Troligen i slutet av 1300-talet uppfördes Sankt Laurentii kyrka i röd tegelsten. Det första omnämnandet av kyrkan är från 1387 i samband med en rättstvist. Kyrktornet, som är det enda som står kvar idag, är från slutet av 1400-talet och ombyggt under 1700-talet. 
Efter det att sandflykten, som börjat under 1500-talet, blivit alltför besvärande och åtkomsten till kyrkan försvårad, sökte och fick församlingen tillstånd av kung Kristian VII i juni 1795 att stänga kyrkan. Delar av inventarierna och rätten att återanvända byggnadsmaterialet såldes därefter på auktion, men tornet behölls som sjömärke. Kyrkogården användes även fortsättningsvis som gravplats fram till 1810. Verksamheten flyttade över till Skagens kyrka, som stod färdig 1841.
Kyrkan var på 1700-talet omkring 38 meter lång och 9,5 meter bred. På nordsidan fanns en utbyggd sakristia och på sydsidan ett vapenhus. Taket var blybelagt och kyrkogården omgiven av en tegelmur täckt av taktegel.
Tornet, som kalkades vitt av Det Kongelige Danske Fyrvæsen 1810, är nu k-märkt och kyrkskeppets, sakristians och kyrkogårdsmurens placering markeras i terrängen. Delar av kyrksilvret används i Skagens kyrka.
Friluftsgudstjänster arrangeras under sommarhalvåret i kyrktornets närhet.

## Bildgalleri

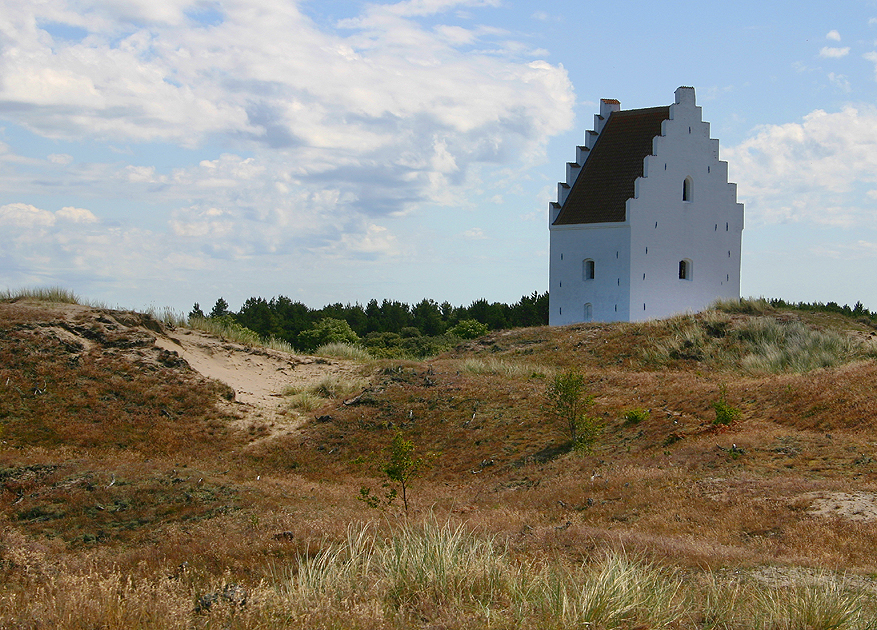
Kyrkan sedd åt sydost.
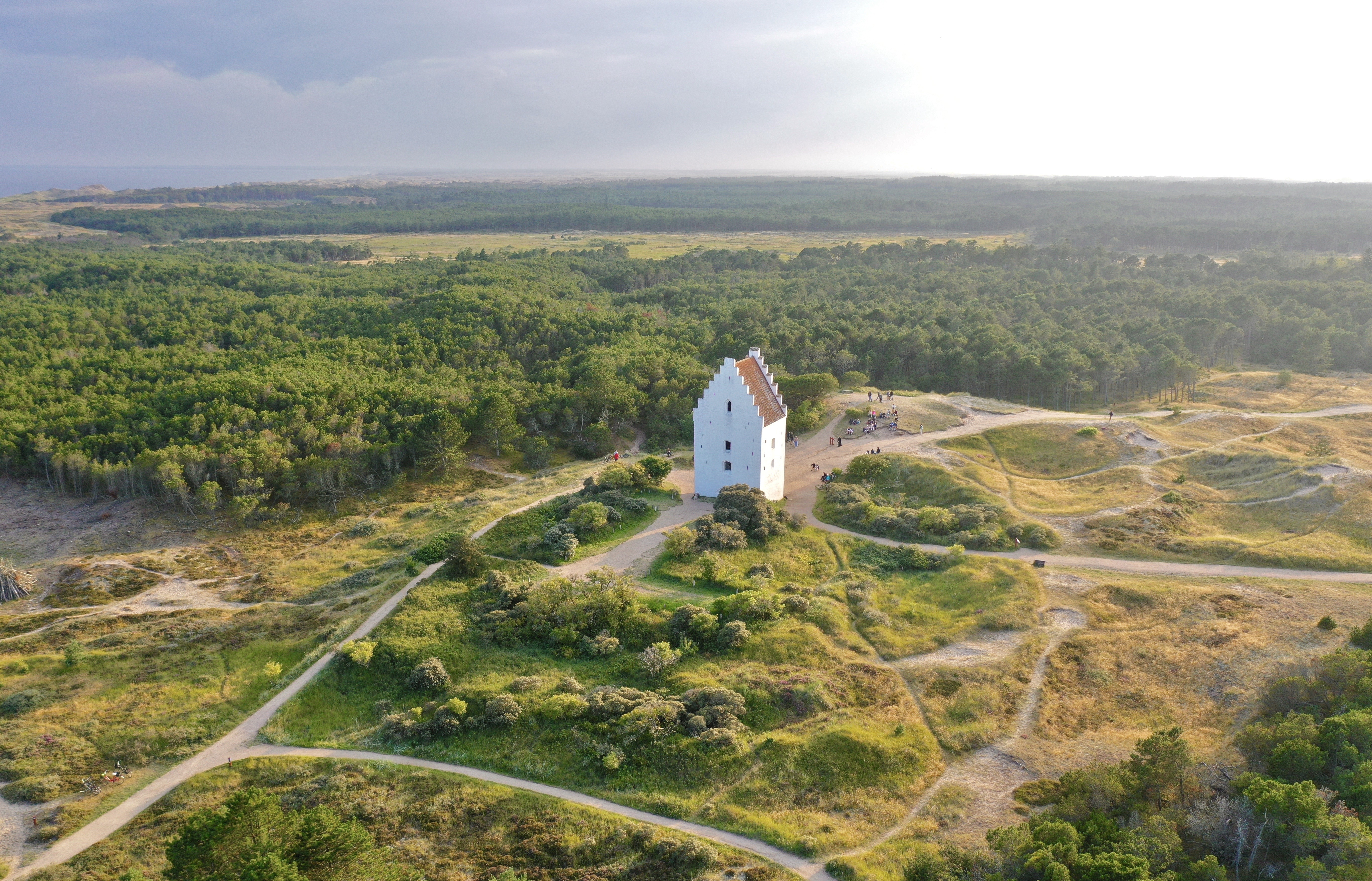
Kyrkan från luften.